# Saint-Martin-des-Entrées
Saint-Martin-des-Entrées település Franciaországban, Calvados megyében. Lakosainak száma 760 fő (2022. január 1.). Saint-Martin-des-Entrées Bayeux, Esquay-sur-Seulles, Monceaux-en-Bessin, Nonant, Saint-Vigor-le-Grand és Vaux-sur-Seulles községekkel határos.

## Népesség
A település népessége az elmúlt években az alábbi módon változott:
| Lakosok száma | 291  | 458  | 487  | 475  | 649  | 654  | 686  | 705  | 714  | 760  |
|               | 1968 | 1982 | 1990 | 2006 | 2013 | 2015 | 2017 | 2019 | 2020 | 2022 |